# K-T határ

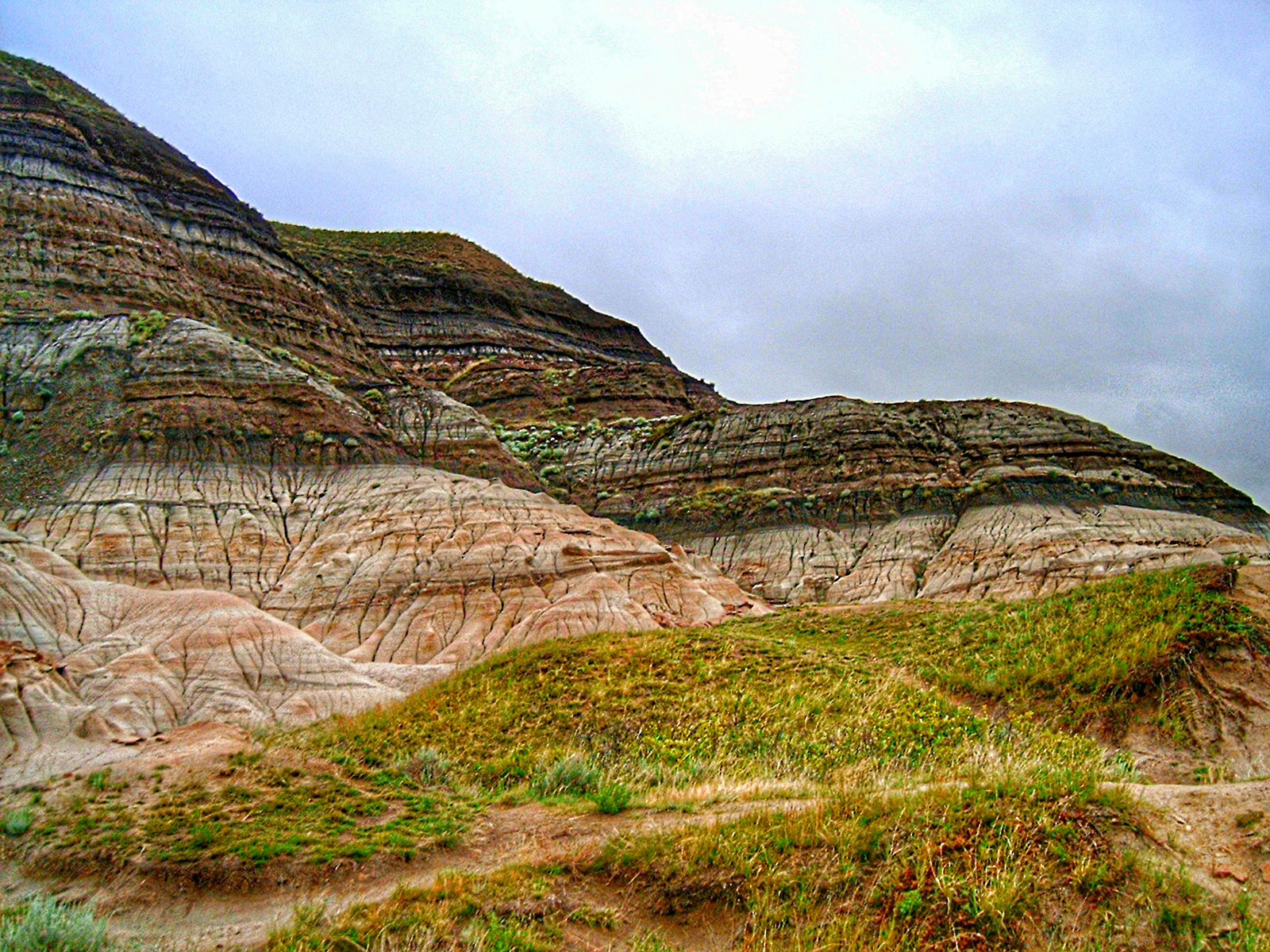
A Badlands a kanadai Alberta tartományban levő Drumheller közelében, ahol az erózió feltárta K-T határt

A K-T határ egy rendszerint vékony sávként megjelenő geológiai jelzés, amely egy 2008-as kutatási eredmény szerint 65,95 ± 0,04 millió évvel ezelőtt keletkezett. A K a kréta időszak, a T pedig a harmadidőszak (tercier) hagyományos rövidítése. A határ a mezozoikum végét és a kainozoikum elejét jelöli, és a kréta–tercier kihalási eseményhez kapcsolódik.

## Lehetséges okok

### Alvarez becsapódási elmélete

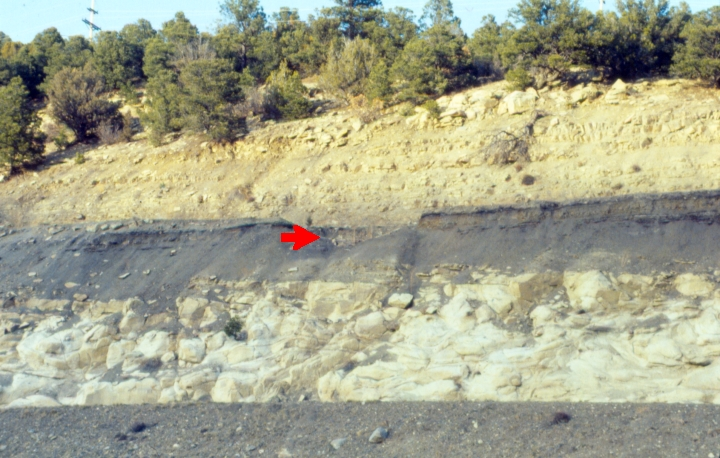
A K-T határ az Amerikai Egyesült Államokban, a Colorado állambeli Raton Pass közelében, a 25-ös autópálya mellett. Az irídiumban gazdag hamut (a határt) vörös nyíl jelöli

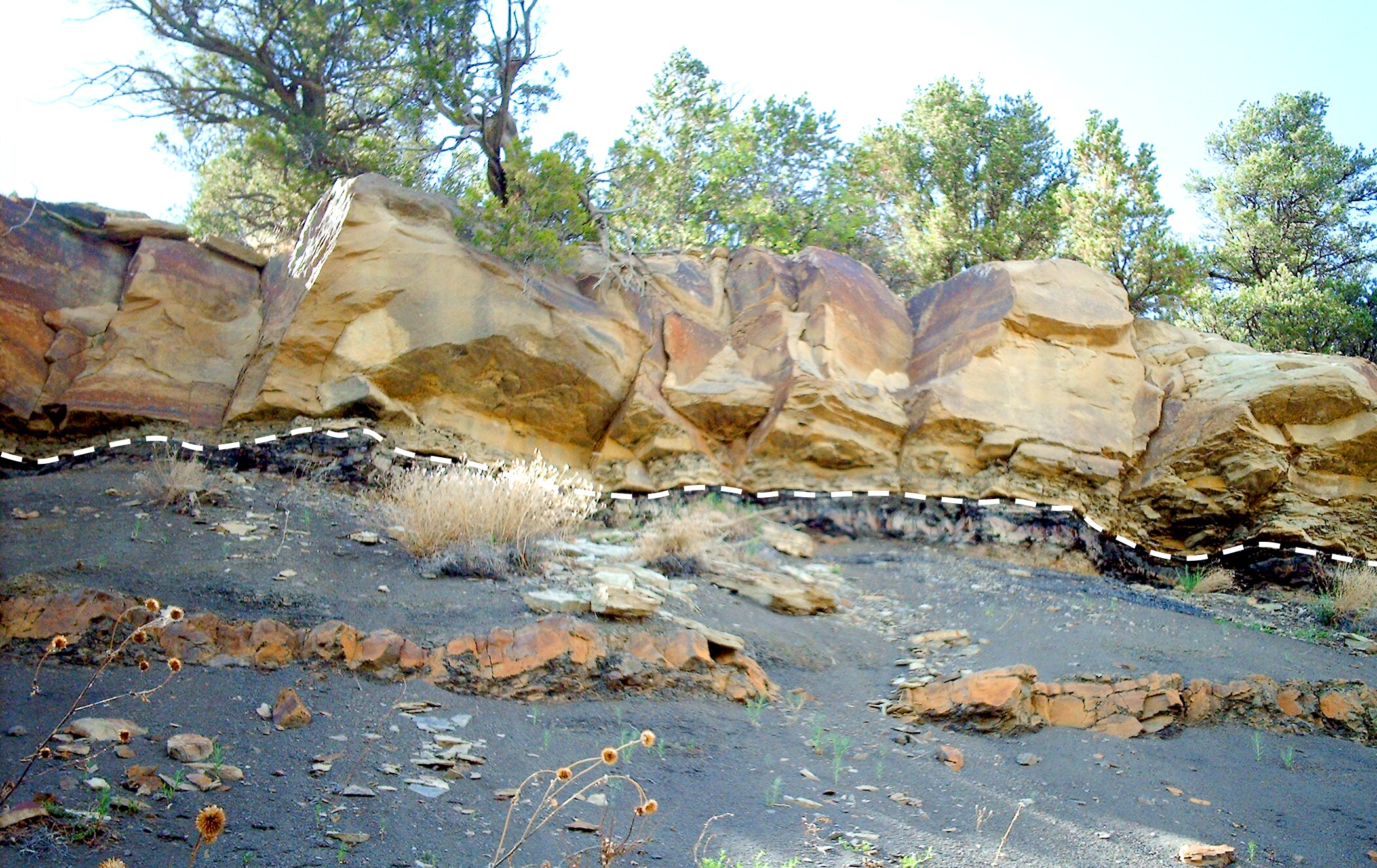
A K-T határ nyoma a Trinidad Lake State Park szikláin

1980-ban egy kutatócsoport, melynek tagjai között ott volt a Nobel-díjas fizikus Luis Alvarez, geológus fia Walter Alvarez, valamint két vegyész, Frank Asaro és Helen Michels, felfedezte, hogy üledékes rétegek találhatók a világ minden részén a kréta–tercier határnál, melyek a normálisnál jóval (az eredetileg tanulmányozott részek alapján 30-szor illetve 130-szor) nagyobb mennyiségű irídiumot tartalmaznak. Az irídium rendkívül ritka a földkéregben, sziderofil természete miatt ugyanis a planetáris differenciálódás következményeként többnyire a vassal együtt a Föld magjába merül. Mivel az irídium nagy mennyiségben található meg az aszteroidákban és üstökösökben, Alvarezék úgy gondolták, hogy a K-T határ idején egy aszteroida ütközött a Földnek. Korábban is felbukkantak már ehhez hasonló elképzelések, de a bizonyításukra nem volt lehetőség. Létezik bizonyíték arra, hogy 160 millió évvel ezelőtt a 298 Baptistina jelzésű aszteroida darabokra tört, és a feltételezés szerint több része is más égitestnek csapódott, kialakítva a Chicxulub-krátert a Földön és a Tycho-krátert a Holdon.
Alvarez becsapódási elméletét támogatja a kondrit aszteroidák léte, melyek irídiumtartalma ~455 milliomod rész, ami jóval magasabb a földkéregre jellemző ~0,3 milliomod résznél. A K-T határ rétegeinél található króm izotóp anomáliák hasonlók ahhoz, amik a kondrit karbonát aszteroidáknál, illetve az üstökösöknél megfigyelhetők.
A K-T határnál, különösen a Karib-térségben gyakori kvarcszemcsék és tektit üveg szferolitok a becsapódási esemény jelei. Ezeket az agyagrétegbe ágyazódott összetevőket Alvarezék úgy értelmezték, mint a becsapódás nyomán világszerte szétszóródott törmeléket. A K-T határ teljes irídiummennyiségét megbecsülve, és azt feltételezve, hogy annak aránya megfelelt a kondritokra jellemző mennyiségnek, Alvarezék kiszámították az aszteroida méretét. A tárgy átmérője 10 kilométer lehetett, ami nagyjából Manhattan méretének felel meg. Egy ekkora méretű tárgy becsapódása során 100 trilló tonna TNT-nek megfelelő mennyiségű energia szabadulhat fel, ami 2 milliószor több annál, ami a valaha felrobbantott legerősebb termonukleáris bomba tesztelése során szétterjedt.
A becsapódás következményeként felszálló porfelhő hónapokig vagy akár egy évig is akadályt jelenthetett a napsugarak számára, és gátolhatta a fotoszintézist. Emellett kénsavat és aeroszolokat juttathatott a sztratoszférába, miáltal 10-20%-ra csökkenthetett a felszínre jutó napfény mennyisége. Legalább tíz évbe telhetett, amíg az aeroszolok eloszlottak, így megkezdődött a növények, a fitoplanktonok és a tőlük függő szervezetek (köztük a növényevők és a ragadozók) kihalása. Az üledéken alapuló táplálékláncokhoz tartozó kisebb élőlényeknek mérsékelt esélyük volt a túlélésre.
A bolygón tűzviharok söpörhettek végig, melyeket a hősugárázás és a becsapódás után gyújtóbombaként visszahulló törmelék válthatott ki, a kréta időszak végi magas oxigénszint pedig táplálhatta az égést. Az atmoszféra oxigénszintje lecsökkent a harmadidőszak elején. Az esetleges nagy méretű tüzek növelhették az atmoszférában a szén-dioxid mennyiségét, ami a porfelhő leülepedéséig átmeneti üvegházhatást eredményezhetett, feltehetően tovább pusztítva a legtöbb sérült élőlényt, amely túlélte a becsapódás utáni időszakot.
A becsapódás savas esőt is okozhatott, attól függően, hogy miből állt az aszteroida. Azonban a legújabb vizsgálatok arra utalnak, hogy ez a hatás aránylag kicsi volt, nagyjából 12 évig tarthatott. A savat semlegesíthette a környezet és a savas esőre érzékeny állatok (például a békák) túlélése azt jelzi, hogy nem volt fontos tényező a kihalás során. A becsapódási elméletek csak a gyors kihalásokra adhatnak magyarázatot, mivel a porfelhők és az esetleges kénes aeroszolok aránylag rövid idő alatt (10 éven belül) kimosódhattak az atmoszférából. A további kutatások során azonban rátaláltak a mexikói Yucatán-félsziget partjánál levő Chicxulub-kráterre, melynek keletkezési ideje illett Alvarez elméletéhez. A Glen Penfield 1978-as munkája alapján 1990-ben beazonosított kráter ovális, Alvarezék számítása szerint az átlagos átmérője 180 kilométer.

### Chicxulub-kráter

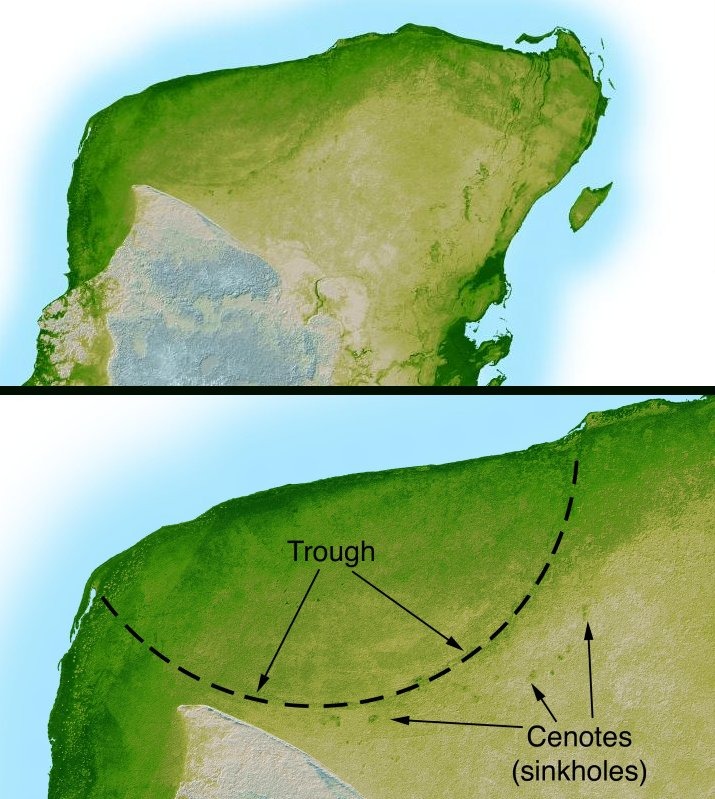
A radar topográfia segítségével megjeleníthető a kráter 180 kilométer széles gyűrűje

Mikor elsőként ismertté vált, az Alvarez-elmélettel kapcsolatban az volt a probléma, hogy nem volt olyan dokumentált kráter, ami az eseményhez illett volna. Ez azonban nem érte végzetes csapásként az elméletet, ugyanis bár a becsapódási kráternek legalább 250 kilométer átmérőjűnek kellett lennie, feltételezhető volt, hogy a Föld geológiai folyamatai idővel elrejthették, illetve megsemmisíthették azt.
A további kutatások során azonban rátaláltak a mexikói Yucatán-félsziget partjánál levő Chicxulub-kráterre, melynek keletkezési ideje illett Alvarez elméletéhez. A Glen Penfield 1978-as munkája alapján 1990-ben beazonosított kráter ovális, Alvarezék számítása szerint az átlagos átmérője 180 kilométer.
A kráter helye és alakja arra utal, hogy a becsapódás után felszálló porfelhő mellett további pusztítást is okozott. Az óceánba zuhanva cunamikat indíthatott el, melyek bizonyítéka számos helyen megtalálható a Karib-térségben és az Egyesült Államok keleti tengerpartjának homokjában, az egykor szárazföld belsejéhez tartozó helyeken, illetve a becsapódás idejére datált tengeri üledékekben, melyek a szárazföldről származó sziklák darabjait és növények maradványait őrzik. Az aszteroida egy gipszmederben zuhant le, így kén-dioxid tartalmú aeroszolok jöhettek létre. Ez tovább csökkenthette a földfelszínre jutó napfény mennyiségét és savas esőket okozhatott, pusztítva a növényzetet, a planktonokat és azokat az élőlényeket, amelyek kalcium-karbonát alapú héjjal rendelkeztek (mint például a kokkolitofórák és a puhatestűek). Napjainkban a legtöbb őslénykutató egyetért abban, hogy egy aszteroida ütközött a Földnek 66 millió évvel ezelőtt, de a vita tovább folyik arról, hogy vajon a becsapódás lehet-e a kihalási esemény egyetlen oka.
Gerta Keller véleménye szerint a Chicxulub-becsapódás körülbelül 300 000 évvel a K–T határ előtt történt. Ez a becslés az Északkelet-Mexikóban gyűjtött, becsapódási szferolitokat tartalmazó sztratigráfiai rétegeken alapul, melyek közül a legkorábbiakra 10 méterrel a K-T határ alatt találtak rá. A kronosztratigráfiai sorrend alapján úgy vélik, hogy ez a távolság 300 000 évnek felel meg. Ez a lelet azt az elméletet támogatja, ami szerint egy vagy több becsapódás is közreműködött a K-T határnál lezajlott tömeges kihalásokban, de nem volt kiváltó oka azoknak. Néhány kutató támogatja Keller kormeghatározását, sokan azonban elvetik az elemzését azzal érvelve, hogy a 10 méteres réteg a becsapódási szferolitok felett az esemény által elindított cunamik következménye.

### Dekkán-trapp

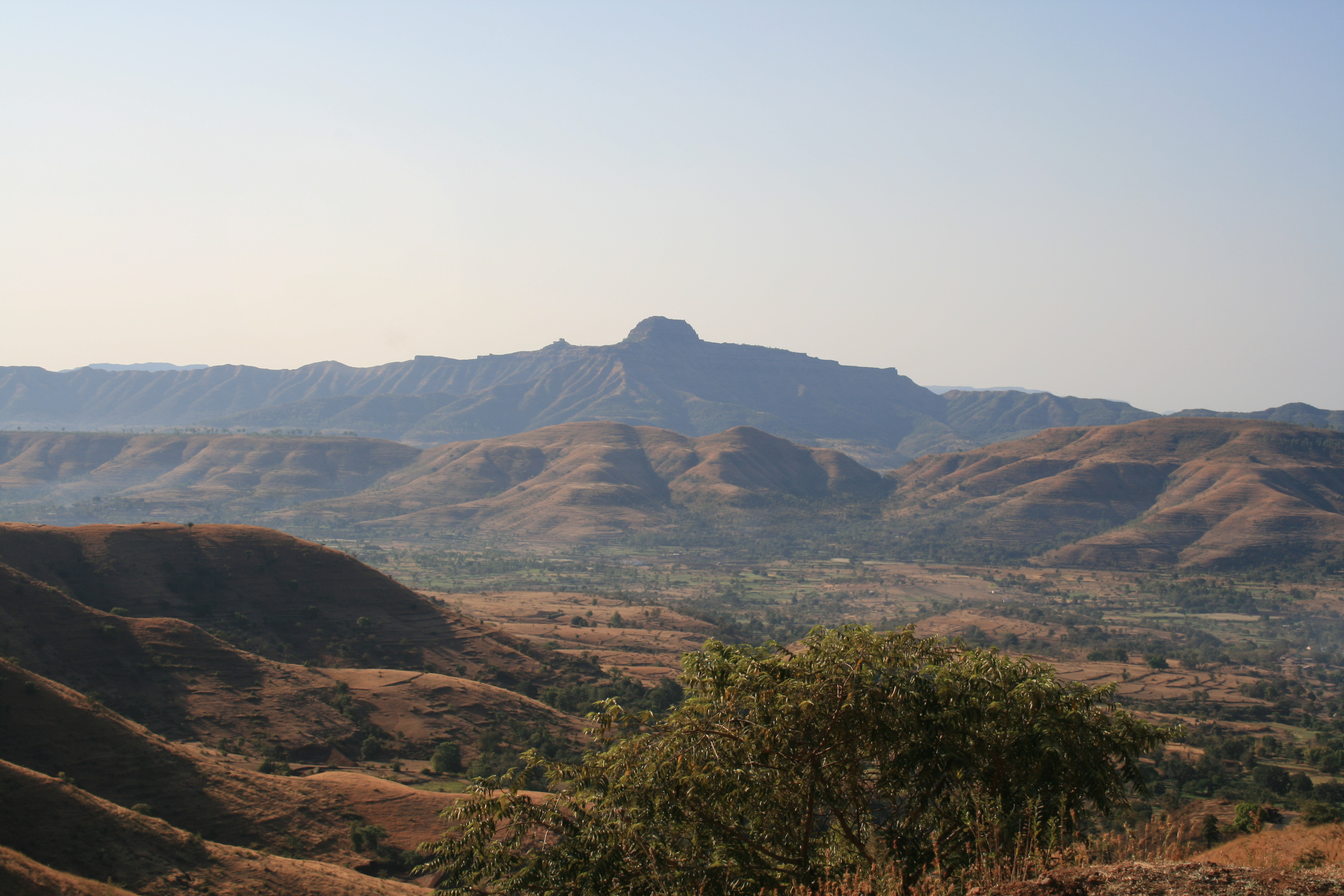
A Dekkán-trapp Pune közelében

2000 előtt azokat az állításokat, amik szerint az indiai Dekkán-trapp bazaltfolyamát létrehozó események okozhatták a kihalást, rendszerint a fokozatos kihalást valószínűsítő nézethez kapcsolták, mivel a bazaltfolyam keletkezése 68 millió évvel ezelőtt kezdődött, és mintegy 2 millió éven át tartott. A legújabb bizonyíték arra utal, hogy a trapp kitörései 800 000 éven át a K-T határon át zajlottak, így felelősek lehetnek a kihalásért és késleltethették a bióta helyreállását.
A Dekkán-trapp többféle módon is okozhatott kihalást, beleértve a por és a kénes aeroszolok légkörbe való kibocsátását, ami gátolhatta a napfényt, és ezáltal csökkentette a növények fotoszintézisét. Emellett a Dekkán-trapp vulkanizmusa szén-dioxid kibocsátást is okozhatott, ami növelhette az üvegházhatást, mikor a por és az aeroszolok már kitisztultak az atmoszférából.
Azokban az években, amelyekben a Dekkán-trapp elméletét a lassú kihaláshoz kapcsolták, Luis Alvarez (aki 1988-ban elhunyt) kijelentette, hogy az őslénykutatókat félrevezették a fosszilis rekord szórványos adatai. Kezdetben az állítását nem fogadták el, később azonban a csontmedrekben végzett intenzív kutatások megalapozták az állítását. Végül a legtöbb őslénykutató elfogadta az elképzelést, ami szerint a kréta időszak végi tömeges kihalást nagyrészt vagy legalábbis részben egy Földet érő erőteljes becsapódás okozta. Azonban Walter Alvarez is elismerte, hogy nagy mértékű változások történtek a Földön az ütközést megelőzően, például a tengerszint csökkenése és a Dekkán-trapp erőteljes vulkánkitörései, melyek közreműködhettek a kihalásokban.

### Többszörös becsapódási esemény
Úgy tűnik, hogy sok egyéb kráter jött létre a K-T határ idején, ami felveti annak lehetőségét, hogy egyidőben több becsapódás is történt. Elképzelhető, hogy egy összetört aszteroida darabjai érték el a Földet, ahhoz hasonlóan, ahogyan a Shoemaker-Levy 9 üstökös a Jupiternek ütközött. A kráterek közé tartozik a 24 kilométeres átmérőjű ukrajnai Boltiszk-kráter, ami 65,17 ± 0,64 millió éve keletkezett és a 20 kilométeres átmérőjű északi-tengeri Silverpit-kráter, ami 60–65 millió éves. A többi, Tethys-óceán területén létrejött kráter a tektonikus mozgások, például Afrika és India észak felé történő elmozdulásának következménye.
Egy Indiától nyugatra, a tengeraljzaton található igen nagy méretű képződményt egyes kutatók szintén kráternek tartanak. A 450–600 kilométeresre becsült átmérőjű Siva-kráter jóval meghaladja a Chicxulub méretét, és a korát szintén a K-T határ idejére, 66 millió évvel ezelőttre datálják. Egy ezen a területen történt becsapódás beindíthatta a közelben fekvő Dekkán-trapp vulkanikus tevékenységét. Ezt az állítást azonban a geológusok közössége egyelőre még nem fogadja el, ugyanis elképzelhető, hogy a bemélyedés csupán a só talajból való eltűnésével keletkezett.

### Maastrichti tengerszint csökkenés
Egyértelmű bizonyíték van arra, hogy a tengerszint sokkal nagyobb mértékben csökkent a kréta időszak utolsó szakaszában, mint korábban bármikor a mezozoikum idején. A világ különböző részein találhatók olyan maastrichti kőzetrétegek, melyek között a későbbiek szárazföldhöz, míg a korábbiak tengerparthoz vagy tengeraljzathoz tartoznak. Ezek a rétegek nem mutatják a hegyképződésre utaló hajlás és torzulás nyomait, így a legvalószínűbb magyarázat a regresszió, a tengerszint csökkenése. Nincs közvetlen bizonyíték a regresszióra, de a jelenleg leginkább elfogadott magyarázat az, hogy az óceán közepén levő hátságok aktivitása csökkent, és  a saját súlyuk miatt lesüllyedtek.
A súlyos regresszió nagy mértékben csökkentette a tengeraljzat legfajgazdagabb részének számító kontinentális pad területét, ami tömeges tengeri kihaláshoz vezethetett. A kutatók azonban arra következtettek, hogy ez a változás nem lehetett elegendő az ammoniteszek létszámának észlelhető csökkenéséhez. A regresszió klímaváltozást is okozhatott, részben a szelek és tengeráramlatok megzavarásával, valamint a Föld albedójának csökkentésével növelhette a bolygó átlaghőmérsékletét.
A tengerszint csökkenése az észak-amerikai Nyugati Belső Víziúthoz hasonló epikontinentális tengerek eltűnéséhez is vezetett, ami nagy mértékben befolyásolta az élőhelyeket, a tengerparti síkságok ugyanis 10 millió évvel korábban változatos életközösségeknek adtak otthont, ahogy arról a Dinosaur Park Formációban található maradványok is tanúskodnak. Az esemény további következménye volt az édesvízi környezetek kiterjedése, mivel a kontinentális lejtő nagyobb távolságra került az óceántól. Míg ez a változás hasznára vált az édesvízi gerinceseknek, kedvezőtlenül érintette a tengerekben élőket, például a cápákat.

### Szupernóva elmélet
Egy másik megcáfolt magyarázat a K-T kihalási eseményre vonatkozóan a közeli szupernóva robbanás által okozott kozmikus sugárzás. A határnál tapasztalható irídium anomália támogathatja ezt az elméletet. Egy szupernóva robbanás a Pu244, a leghosszabb életű, 81 millió éves felezési idejű plutónium-izotóp kihullását okozhatja. Ha ez a feltételezés helyes lenne, akkor az időszakhoz tartozó kőzetrétegekben kimutathatónak kellene lennie a Pu244-nek, az elemzések szerint azonban a K-T határhoz tartozó üledékes rétegekből hiányzik ez az anyag, ami cáfolja az elméletet.

## Fordítás
- Ez a szócikk részben vagy egészben  a   K–T boundary című angol Wikipédia-szócikk ezen változatának fordításán alapul.  Az eredeti cikk szerkesztőit annak laptörténete sorolja fel. Ez a jelzés csupán a megfogalmazás eredetét és a szerzői jogokat jelzi, nem szolgál a cikkben szereplő információk forrásmegjelöléseként.